# Chutes James Bruce
Pour les articles homonymes, voir James Bruce et Bruce.
Les chutes James Bruce, en anglais James Bruce Falls, sont les plus hautes chutes d'eau du Canada et les huitièmes du monde.

## Caractéristiques
Les chutes James Bruce sont constituées de plusieurs sauts ; au total, elles mesurent 840 mètres de hauteur.

## Localisation
Les chutes James Bruce sont situées dans le parc provincial maritime Princess Louisa, en Colombie-Britannique, au Canada.
Elles sont alimentées par un champ de neige qui se déverse en deux ruisseaux, l'un permanent, l'autre saisonnier. Elles alimentent ensuite la Loquilts Creek, qui se jette dans le Princess Louisa Inlet par les chutes Chatterbox.